# 2008년 7월
| 2008년: 1월 · 2월 · 3월 · 4월 · 5월 · 6월 · 7월 · 8월 · 9월 · 10월 · 11월 · 12월 |

| <          | 2008년 7월 | 2008년 7월  | 2008년 7월 | 2008년 7월 | 2008년 7월 | >          |
| 일         | 월         | 화          | 수         | 목         | 금         | 토         |
|            |            | 1 5.28 임인 | 2 29 계묘  | 3 6.1 갑진 | 4 2 을사   | 5 3 병오   |
| 6 4 정미   | 7 5 무신   | 8 6 기유    | 9 7 경술   | 10 8 신해  | 11 9 임자  | 12 10 계축 |
| 13 11 갑인 | 14 12 을묘 | 15 13 병진  | 16 14 정사 | 17 15 무오 | 18 16 기미 | 19 17 경신 |
| 20 18 신유 | 21 19 임술 | 22 20 계해  | 23 21 갑자 | 24 22 을축 | 25 23 병인 | 26 24 정묘 |
| 27 25 무진 | 28 26 기사 | 29 27 경오  | 30 28 신미 | 31 29 임신 |            |            |

| - 7월 31일 - 이청준 편집하기 |

## 2008년7월 31일
- 대한민국 서울시 교육감 선거에서 공정택 현 서울시교육감이 2위와 근소한 표차로 당선되었다.
- 대한민국의 소설가 이청준이 지병인 폐암으로 타계했다.
- 짐바브웨에서 100억 짐바브웨 달러를 1 짐바브웨 달러로 바꾸는 리디노미네이션을 실시했다.
- 미국의 지명위원회(BGN)가 조지 W. 부시 대통령의 지시로 독도의 영유권 표기를 "미지정국가"에서 다시 "대한민국"(South Korea)으로 바꾸었다.

## 2008년7월 29일
- 대한민국 한승수 국무총리가 일본이 새로 간행하는 중학교 사회 교과서 학습지도요령 해설서에 대한민국 영토인 독도를 자국의 영토로 명기하는 것에 대해서 영토주권을 수호하겠다는 의지를 밝히기 위해 독도를 방문하였다.

## 2008년7월 28일
- 2008년 투르 드 프랑스에서 스페인의 카를로스 사스트레가 우승을 차지하였다.

## 2008년7월 27일
- 미국의 지명위원회(BGN)가 독도의 귀속국가를 "대한민국"(South Korea)에서 "미지정국가"로 바꾸었다.

## 2008년7월 25일
- 대한민국 경기도 용인시의 한 고시원에서 방화로 7명이 사망하고 6명이 다쳤다.

## 2008년7월 23일
- 전라북도에서 제15대 교육감을 뽑는 보통선거가 최초로 시행되어, 현 교육감인 최규호가 재선되었다.
- 카보베르데가 공식적으로 세계무역기구에 가입함에 따라 153번째 회원국이 됐다.
- 프랑스 상원은 주 35시간 근무제를 완화하는 내용의 법안을 통과시켰다.

## 2008년7월 22일
- 한나라당 홍장표의원 등 14명이 제헌절, 한글날을 공휴일로 재지정하는 내용의 국경일법 일부 개정안을 국회에 제출했다.
- 인도에서 정부에 대한 불신임 투표의 부결에 따라 미국-인도 민간 핵협력협정을 계속 추진할 수 있게 된 동시에 현 내각이 유지되었다.

## 2008년7월 21일
- 짐바브웨의 로버트 무가베 대통령과 모건 창기라이 민주변화운동 총재와 권력분점에 대해 협상하기로 합의하였다.
- 보스니아 내전 당시 인종청소를 주도했던 전쟁범죄자 라도반 카라지치가 세르비아 베오그라드에서 전격 체포되었다.

## 2008년7월 20일
- 한국 정교회의 제2대 교구장으로서 암브로시오스 아리스토텔리스 조그라포스 대주교가 임명돼 착좌식을 가졌다.

## 2008년7월 15일
- 이건희 전 삼성그룹 회장에게 징역 3년, 집행유예 5년, 벌금 1천100억원이 선고됐다.
- 쿠바 야구 대표팀이 올림픽을 위한 전지훈련지로 대한민국에 최초로 내한하였다.
- 한나라당 내 이명박을 지지하는 모임인 '함께 내일로'가 공식 출범했다.
- 중국 역도 대표팀의 무솽솽이 베이징올림픽 불참을 선언, 라이벌인 대한민국의 장미란의 금메달 가능성이 높아졌다.

## 2008년7월 14일
- 일본 정부가 14일에 발표한 중학교 사회과용 학습지도요령 해설서에 독도 영유권 문제를 포함시켰다.
- 일본의 유력지 요미우리 신문은 후쿠다 야스오 총리와 이명박 대통령 간의 독도 관련 발언을 보도하였으나 대한민국 청와대과 일본 외무성 측은 이를 부인하였다.

## 2008년7월 12일
- 강화도 모녀를 살해한 혐의로 구속된 일당 4명중 안모씨(26세)와 하모씨(27세) 2명이 2006년에 범인 하씨의 이복동생도 살해했다고 진술했다. 7월 13일 현장검증에서 시화호 인근에서 피해자 하모양(당시 19세)으로 추정되는 시신이 발견되었다.

## 2008년7월 11일
- 친박연대는 한나라당이 당외 친박(친 박근혜) 의원들을 일괄복당 시키기로 한 것과 관련하여, 정당을 해산한 뒤 한나라당에 입당하기로 했다.
- 대한민국 제18대 국회가 개원되었다.
- 강화도 실종 모녀를 살해한 혐의로 용의자 4명이 붙잡혔다.
- 강원도 고성경찰서는, 금강산관광지구 내에서 대한민국 50대 여성 관광객이 조선민주주의인민공화국 군인의 총격을 받아 사망했다고 발표했다.

## 2008년7월 10일
- 이건희 전 삼성 회장에게 징역7년, 벌금 3천500억원이 구형됐다.
- 안랩의 V3 백신 제품군에서 윈도우 XP 서비스팩 3의 lsass.exe 파일을 오진, 삭제하는 일이 발생하여 긴급 패치를 진행하였다.

## 2008년7월 9일
- 이란이 최대 사정거리가 2100km인 중장거리 미사일 사하브-3를 시험 발사하였다.

## 2008년7월 8일
- 대한민국에서 모든 음식점과 단체급식소의 쇠고기 원산지 표시를 의무화한 ‘음식점 원산지 표시제’가 확대 실시되었다.
- 한나라당 홍준표, 통합민주당 원혜영 원내대표가 국회에서 개원협상을 타결지었다.

## 2008년7월 7일
- 이명박 대통령이 교육과학기술부장관에 안병만 대통령직속 미래기획위원회 위원장, 농림수산식품부장관에 장태평 전 국가청렴위원회 사무처장, 보건복지가족부장관에 전재희 한나라당 의원을 각각 내정했다.
- 제34회 주요 8개국 정상회의가 일본 홋카이도 도야코 윈저호텔에서 G8 정상과 남아프리카공화국, 알제리, 에티오피아, 가나, 나이지리아, 세네갈, 탄자니아 등 아프리카 7개국 정상과의 확대 회의를 시작으로 개막했다.
- 조선일보, 중앙일보, 동아일보가 포털 다음에 뉴스 기사 공급을 중단했다.
- 미국 대선 민주당 후보인 버락 오바마가 탑승한 전세기가 기계 결함으로 불시착해 비상 정비를 받았다.
- 아프가니스탄 수도 카불 인도대사관 앞에서 탈레반 소행으로 추정되는 강력한 차량 폭탄테러가 발생해 인도 무관과 외교관 등 41명이 사망했다.

## 2008년7월 6일
- 런던 마담 투소 밀랍인형 박물관이 세계에서 7번째 분관을 베를린에 개관했다. 아인슈타인, 베토벤 등 75명의 밀납인형을 전시했지만 40대 남성이 나치의 히틀러의 전신 밀랍인형의 목을 잘랐고 이 과정에서 직원 한 명이 가벼운 상처를 입었다.
- 통합민주당의 제1차 전당대회에서 새 대표에 정세균 의원이, 5명의 선출직 최고위원에 송영길, 김민석, 박주선, 안희정, 김진표 후보가 선출되었다.

## 2008년7월 5일
- 6월 27일 실시된 짐바브웨의 결선투표가 부정선거였다는 것을 증명하는 한 교도관이 비밀리에 촬영한 필름이 공개되었다.
- 리히터 규모 7.5에 이르는 강진이 오전 10시 19분 오호츠크해에서 발생했다고 미국과 홍콩의 관측 당국이 각각 밝혔다.

## 2008년7월 3일
- 한나라당의 제10차 전당대회에서 새 대표최고위원에 박희태 후보가, 4명의 선출직 최고위원에 정몽준, 허태열, 공성진, 박순자 의원이 선출되었다.

## 2008년7월 1일
- 이날 밤 10시 경, 여의도에 있는 진보신당 당사에 HID(특수임무수행자회)의 사무총장 오복섭 및 다른 몇몇 회원들이 무단으로 침입하여 난동을 일으켰다. 이 과정에서 칼라TV 진행자인 진중권 중앙대 겸임교수를 포함한 당원 여러명이 부상을 입었으며, 당 입구에 있는 현판을 비롯한 기물들이 파손되었다. 현재 폭행을 행사한 이들 중 오복섭 사무총장 등 2명은 구속 수감되었다.
- 6월 17일에 실종됐던 강화 두 모녀 윤복희와 김선영 양이 숨진 채 발견되었다.